# 薩爾蘭
薩爾蘭（德語：Saarland），原名薩爾，是德国西南部的一个联邦州，首府萨尔布吕肯，与德國莱茵兰-普法尔茨邦、法国洛林區，以及卢森堡接壤。萨尔兰州與上述各地區以及比利时瓦隆大区等五處，共同构成萨洛卢，以彰顯德法雙語文化交流之在地特色。萨尔兰邦的面积只有约2600平方公里，是德国除不來梅州、汉堡和柏林外最小的一个邦，也是最小的非城市邦；人口约100万。2022年德国社会民主党（社民黨）在该邦执政至今。

## 历史
历史上萨尔兰曾经数易其主，仅最近200年就有8次之多，一战后，根据《凡尔赛和约》「薩爾盆地地區」从德国划分出来归国际联盟管辖，实际則由法国控制，萨尔矿区由法国独占15年，以作为法国在战争期间被毁坏矿井的补偿。条约还提出，在15年期满之后，由公民投票决定萨尔的未来。1935年，超過90%的當地居民選擇回归德国。二战中，薩爾遭受了沉重的轰炸，戰後薩爾地區再度被盟軍交由法國託管，成为薩爾保護領而未加入西德。1946年，法国在该地区推行自治，並从1940年代末到1950年代初，法国一直试图让萨尔成为一个独立的国家，但終究未能成功。1955年10月23日经薩爾地區公民投票，多數居民希望该地区早日回归德国。1956年西德與法國在盧森堡簽訂薩爾條約（因此又稱盧森堡條約），約定原薩爾地區於1957年1月1日起回归德国版图，隨後並成立「薩爾蘭邦」。

## 政治
位于德国西南部的薩爾蘭州是除了柏林、汉堡和不莱梅之外德国面积最小的州。保守派的基督教民主联盟在该州仅获得34.5％的选票，远低于2004年州议会选举的47.5％；德国社会民主党（社民党）也只获得24.5％的选票，低于2004年州议会选举的30.8％。两党均创下了在薩爾蘭最差的州议会选举纪录。左翼党则在薩爾蘭的选举中取得巨大胜利，获得了21.3％的选民支持，而该党2004年仅获得了2.3％的选票。此外，联盟90／联盟90/绿党（绿党）和自由民主党（自民党）分别获得了5.9％和9.2％的选票。

## 经济

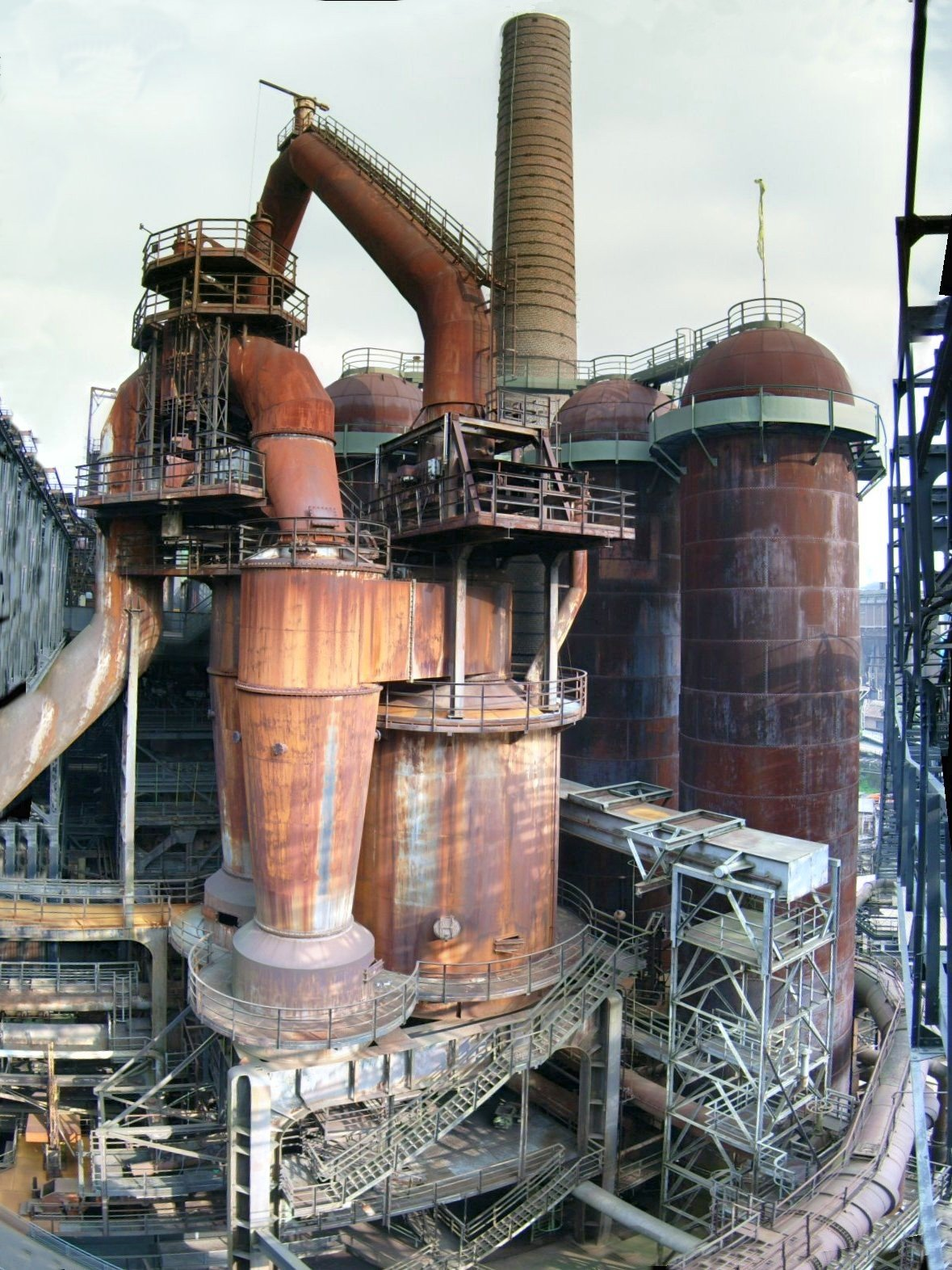
世界文化遗产弗尔克林根钢铁厂

薩爾蘭的最重要经济支柱是汽车制造业和汽车配件供应业，包括萨尔路易的福特汽车，Homburg的博世公司、舍弗乐集团和米其林轮胎，以及萨尔布吕肯的采埃孚等工厂，提供了大部分的工业就业岗位。
薩爾蘭在历史上深受煤炭和钢铁的影响，经营超过一百年的弗尔克林根钢铁厂因为代表了钢铁工业的黄金时期，在1994年入选联合国教科文组织的世界文化遗产名录，如今位于弗尔克林根的萨尔钢铁股份公司（Saarstahl AG）仍然扮演着重要的角色。陶瓷制造商唯宝（Villeroy&Boch）的知名度也远远超越了薩爾蘭的边界。此外信息技术和生物产业也正在迅速崛起，如薩爾布魯根的IDS Scheer和Ingbert的SAP。
2005年薩爾蘭经济增长率达到历史最高点，2005年上半年比前一年同期上涨2.8%，而当时全德国的平均增长为0.6%。

## 教育
- 薩爾蘭高等科技學院（Hochschule für Technik und Wirtschaft des Saarlandes）

簡稱HTW Saar，成立於1946年，幾經發展於1991年改為今名。「德意志-法蘭西高等學院」計畫（Deutsch-Französisches Hochschulinstitut）始於1999年，以双硕士（德国、法国）和三硕士（德国、法国、卢森堡）为特色，课程在德国大学、法国大学和其他国家进行。它的前身是1978年德法两国签署协议的「德意志-法蘭西高等科技學院」計畫（德语：Deutsch-Französische Hochschulinstitut für Technik und Wirtschaft，缩写：DFHI；法语：L'institut Supérieur Franco-Allemand de Techniques, d'Économie et de Sciences，缩写：ISFATES），院址选在德国的萨尔布吕肯和法国的梅斯，学生可以选择这两个城市和卢森堡完成3年或5年的大学学业。
- 薩爾高等音樂學院（Hochschule für Musik Saar）

成立於1947年，為一培育高等音樂人才之公立高等院校。
- 薩爾蘭大学（Universität des Saarlandes）

為邦內一所綜合型公立大學，係由法國政府透過法國南錫大學的協助於1948年创立，位於萨尔布吕肯主校区的法学和電腦科學等专业在全德具有良好的声誉，享譽國際的馬克斯·普朗克學會即選址於薩爾蘭大學成立馬克斯·普朗克電腦科學研究所。而Homburg校区的医学專業研究水平則在德国领先，萨尔兰州的肿瘤研究数据库中心則位于萨尔布吕肯主校區。薩爾蘭大學擁有8個學院。